# Hans Rosen (Fußballspieler)
Hans Rosen (* 12. Januar 1913; † 2. April 1966) war ein deutscher Fußballspieler.

## Karriere
Rosen gehörte dem FC Schalke 04 an, für den er zunächst in der vom Westdeutschen Spiel-Verband ausgetragenen Meisterschaft 1932/33 in der Gruppe 2 des Bezirks Ruhr, Punktspiele bestritt. Nachdem diese als Sieger abgeschlossen wurde, gewann seine Mannschaft die in Hin- und Rückspiel ausgetragenen Finalspiele um die Bezirksmeisterschaft mit 5:3 und 3:2 gegen den SV Höntrop, dem Sieger der Gruppe 1. In der anschließenden Endrunde um die Westdeutsche Meisterschaft siegte seine Mannschaft am 26. März 1933 in Oberhausen mit 2:0 gegen Hamborn 07 im Viertelfinale und am 9. April 1933 in Gladbeck mit 5:1 gegen SuS Hüsten 09 im Halbfinale. Am 30. April 1933 wurde in Duisburg mit dem 1:0-Sieg über Fortuna Düsseldorf die Westdeutsche Meisterschaft gewonnen. Infolgedessen nahm er mit der Mannschaft auch an der Endrunde um die Deutsche Meisterschaft teil, in der er alle vier Spiele, einschließlich des am 11. Juni 1933 in Köln mit 0:3 verlorenen Finales gegen Fortuna Düsseldorf, bestritt.
Beim Gewinn der Deutschen Meisterschaft 1934 kam er in der Endrunde nicht zum Einsatz.
Seine letzten beiden Spielzeiten, 1934/35 und 1935/36, bestritt er für den SC Alemannia-Gelsenguß Gelsenkirchen.

## Erfolge
- Deutscher Meister 1934 (ohne Einsatz)
- Zweiter der Deutschen Meisterschaft 1933
- Westdeutscher Meister 1933
- Bezirksmeister Ruhr 1933